# うどんが主食
うどんが主食（うどんがしゅしょく、本名非公表）は、「うどん専門の美食家」などと謳っている人物。グルメサイト「食べログ」のレビューで注目され、その投稿名でテレビ出演、グルメ本出版、即席麺の監修などの活動を行った。

## 概要
2015年の朝日新聞のインタビュー記事の時点では、東京都内在住で自営業を営む52歳の男性。
2008年から、お気に入りだったうどん店の食べログでの評価が低かったことをきっかけに、食べログへの投稿を開始したという。
2015年時点で30都道府県、1,200件以上のレビューを投稿し、約180万人が閲覧していた。読みやすいレビューが人気であり、高評価した店は客が増えるとされる。
2016年にアンジャッシュの渡部建が『櫻井・有吉 THE夜会』（TBS）で紹介するとメディアでの露出が増え、同年10月から2017年4月まで、フジテレビで『うどんが主食presentsアナとウドン』が放送された。
2017年5月には扶桑社から初の著書『うどんが主食 私が通うウマい店100+80』が発売された。同年6月には東洋水産から自身が監修した「マルちゃん 縦型ビッグ うどんが主食 讃岐風うどん」が発売された。
名刺として配ったり店に貼り付けたりするステッカーは、秋山具義がデザインしたものである。

## 週刊文春による告発報道
2017年の『週刊文春』六月十五日号において、高評価した店から過剰な接待、無償での食事提供、高額のワインや高級時計のプレゼントを受けていたこと、そのほか自身の気に入らない店を酷評したと報じられた。報道後、6月9日に食べログは2,000件近いすべてのレビューを非表示とする措置をとった。記事の内容については、本人は否定しているが、食べログのページにて「友人の店は一切レビューしない」と釈明している。
2020年には渡部建の不祥事の報道に際し、渡部建によってYouTubeで「文春に載った方」と言われたと女性週刊誌に報じられた。

## 出演
- フジテレビ『うどんが主食presentsアナとウドン』